# 山川パーキングエリア
山川パーキングエリア（やまかわパーキングエリア）は、福岡県みやま市山川町立山の九州自動車道上にあるパーキングエリアである。店舗部分は熊本地震の影響で、2016年（平成28年）4月16日以降閉鎖していたが、営業再開に向けて店舗建替工事が行われ、2017年（平成29年）5月17日にオープンした。

## 道路
- E3 九州自動車道

## 施設

### 上り線（福岡方面）
- 駐車場
  - 大型 6台
  - 小型 32台
  - 兼用 3台
  - 二輪 4台
- トイレ[2]
  - 男性 大4（和式1・洋式3）・小5
  - 女性 7（和式1・洋式6）
    - 小児用小便器 1

  - 車椅子用 1

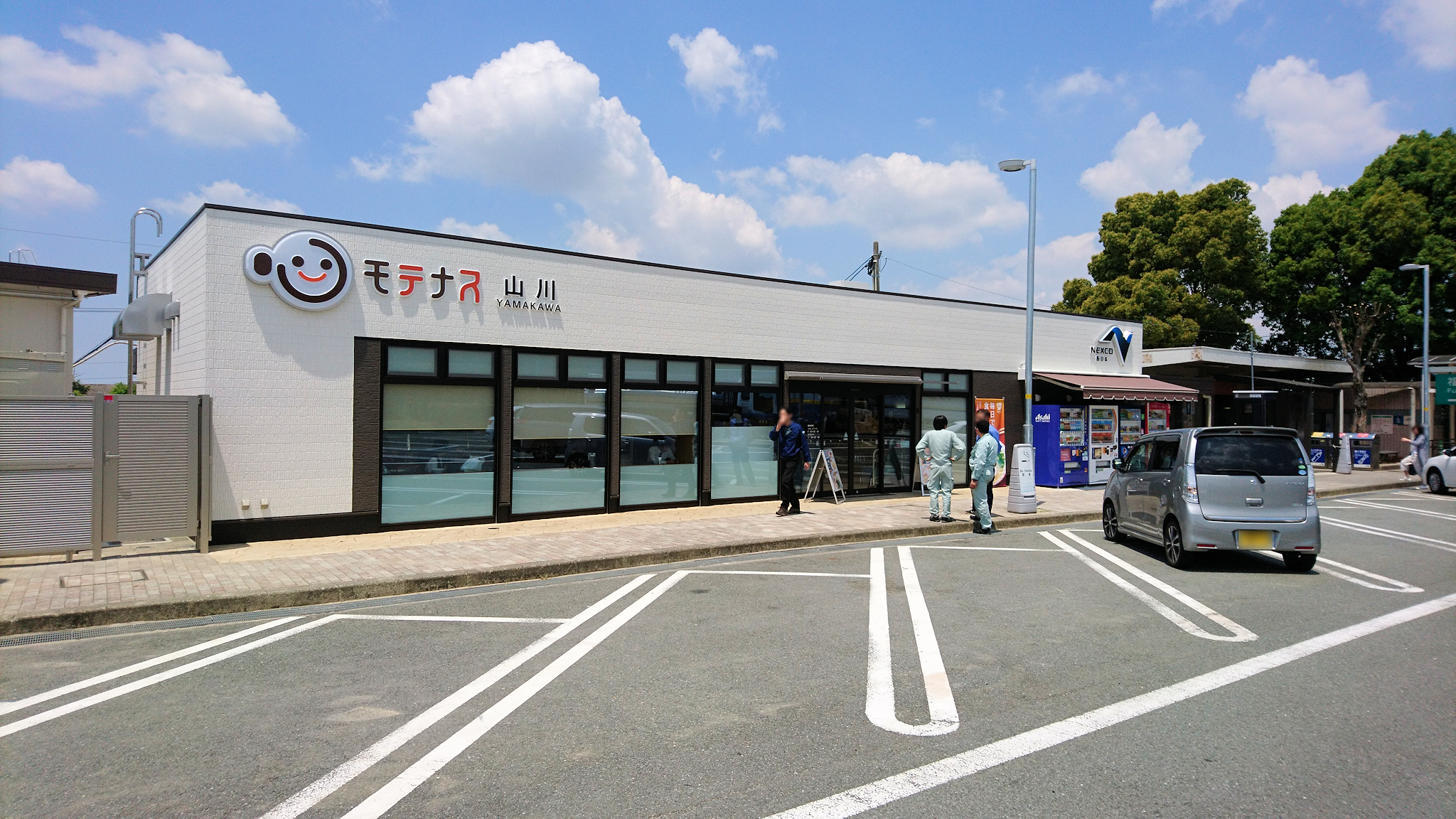
上り線店舗（リニューアル後）

- お食事（11:00 - 20:00、西日本高速道路リテール）
- ショッピング（8:00 - 20:00、西日本高速道路リテール）
- 宅配サービス
- 馬刺し専門店（14:00 - 18:00）
- 自動販売機
- 携帯電話充電器（8:00 - 20:00）
- バス停留所

### 下り線（熊本方面）
- 駐車場
  - 大型 6台
  - 小型 36台
  - 兼用 3台
  - 二輪 4台
- トイレ
  - 男性 大2（和式1・洋式1）・小4
  - 女性 5（和式1・洋式4）
  - 車椅子用 1
- お食事（11:00 - 20:00、西日本高速道路リテール）
- ショッピング（8:00 - 20:00、西日本高速道路リテール）
- 宅配サービス
- 自動販売機
- 携帯電話充電器（8:00 - 20:00）
- バス停留所

## 山川バスストップ

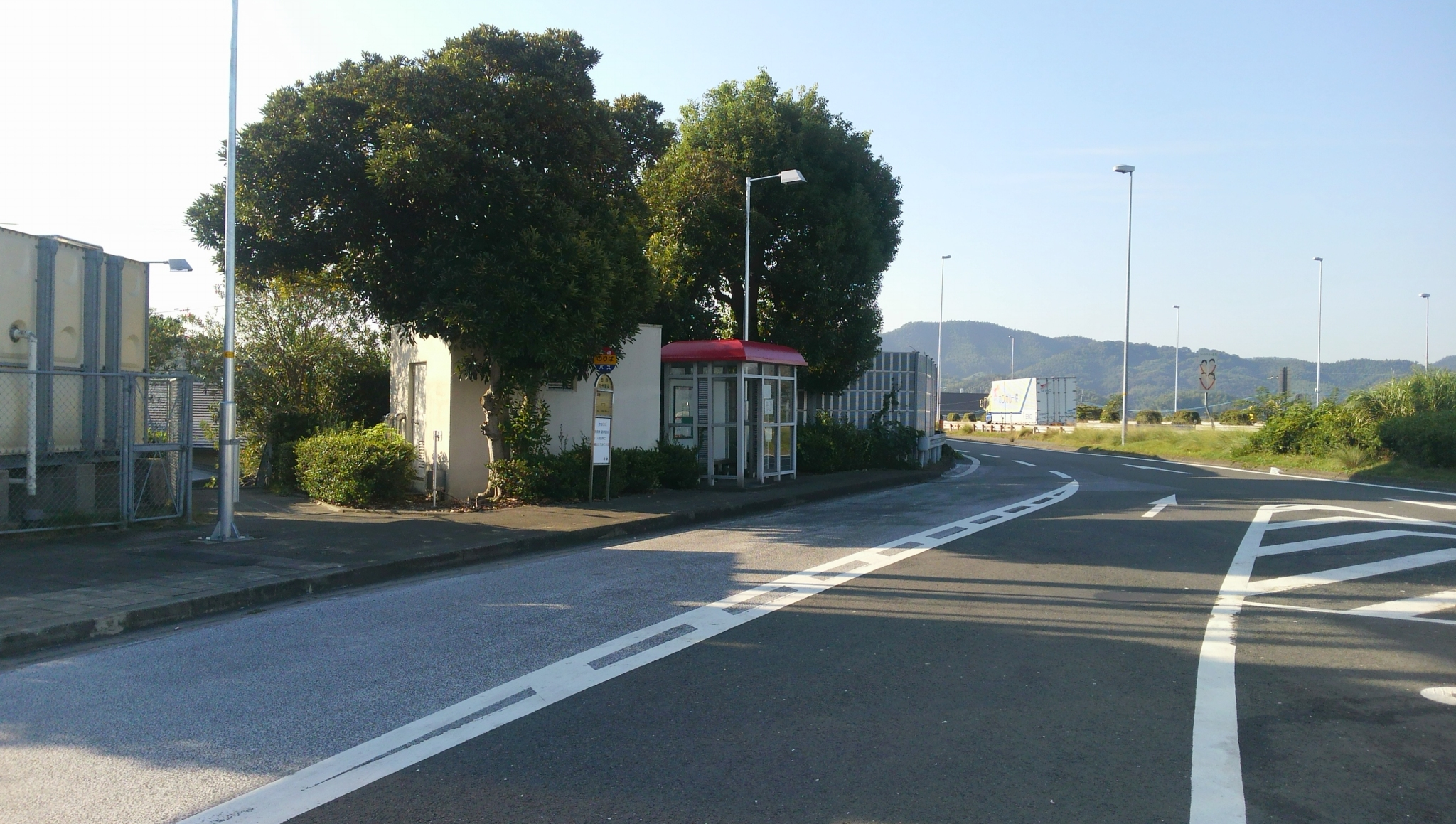
山川バスストップ

山川パーキングエリア内に高速バス停（山川バスストップ）を併設している。
| 路線愛称           | 運行会社                | 下り線側方面                 | 上り線側方面                                         |
| ------------------ | ----------------------- | ---------------------------- | ---------------------------------------------------- |
| ひのくに号（各停） | 西日本鉄道 九州産交バス | 小原・西合志・熊本（桜町BT） | 瀬高・久留米IC・高速基山・福岡空港（国内線・国際線） |

## 隣
E3 九州自動車道
(11-1)みやま柳川IC - 山川PA - (12)南関IC
高速路線バス
ひのくに号（各停）
瀬高BS - 山川PA - 小原BS
福岡空港 - 大牟田・荒尾線
瀬高BS - 山川PA - 北開バス停留所（一般道）

## ギャラリー

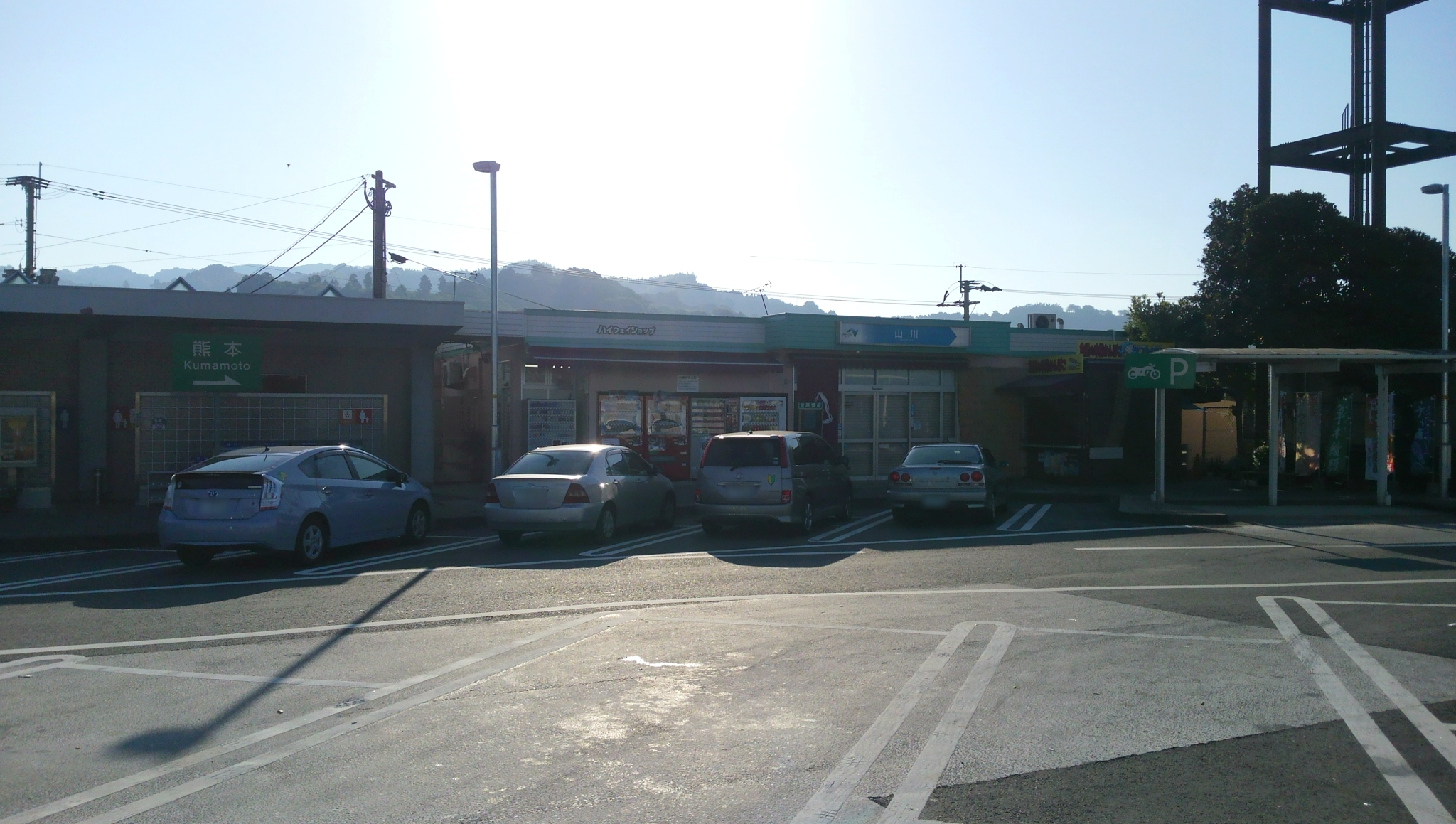
建替前の下り線売店
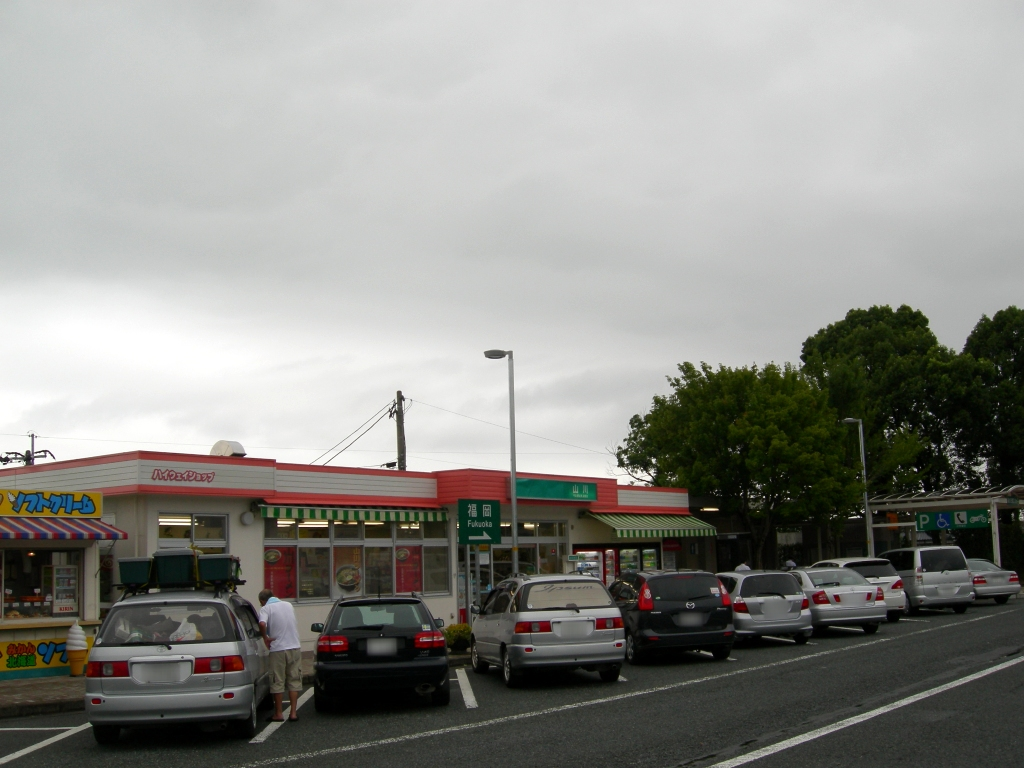
建替前の上り線売店